# Ferrari GTC4Lusso
La Ferrari GTC4Lusso est une automobile 4 places de grand tourisme du constructeur automobile italien Ferrari sortie en 2016. Il s'agit de la FF restylée et renommée, en référence aux coupés des années 1960, les Ferrari 330 GT 4+2 et Ferrari 250 GTE Lusso. 

## Présentation

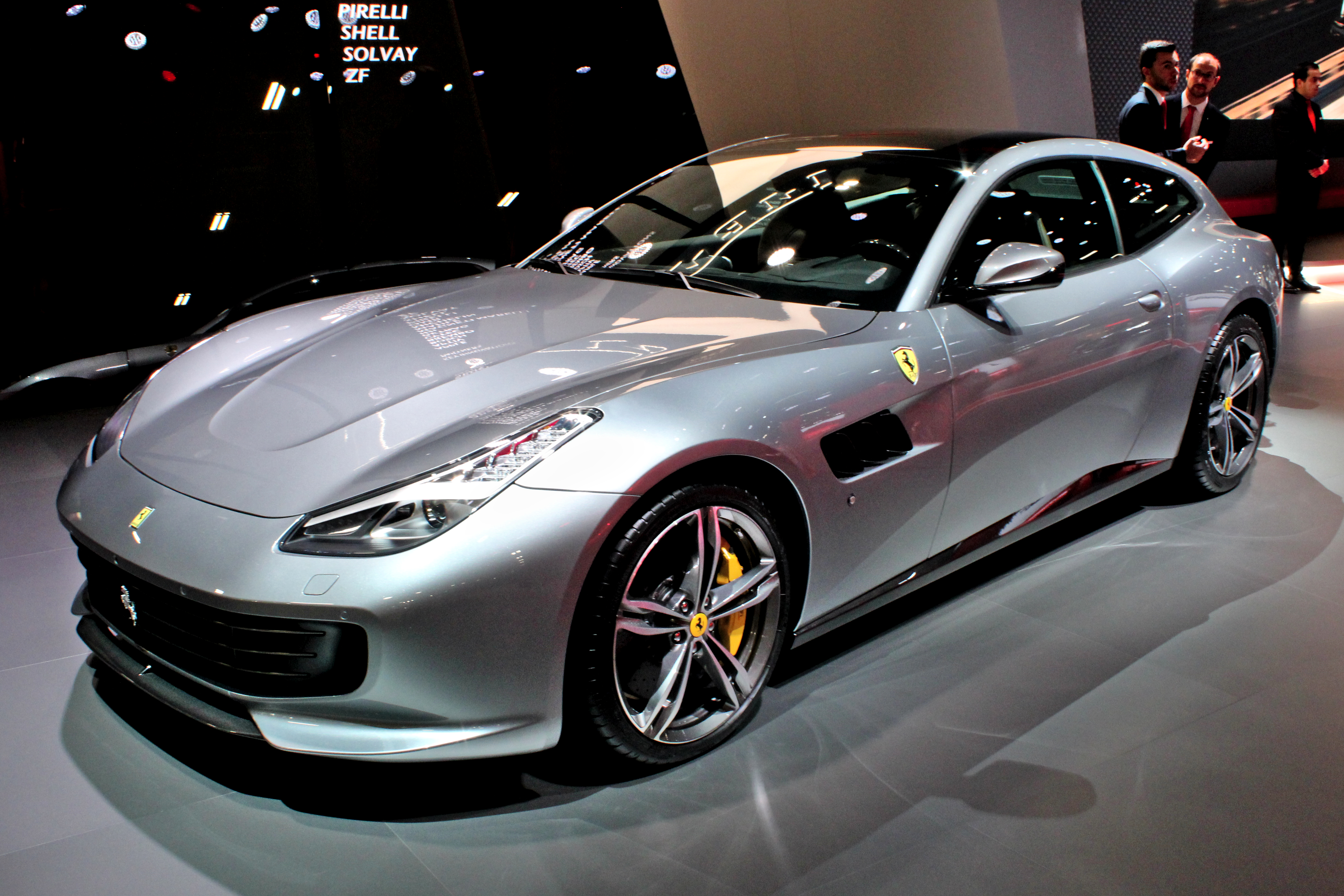
Ferrari GTC4Lusso.

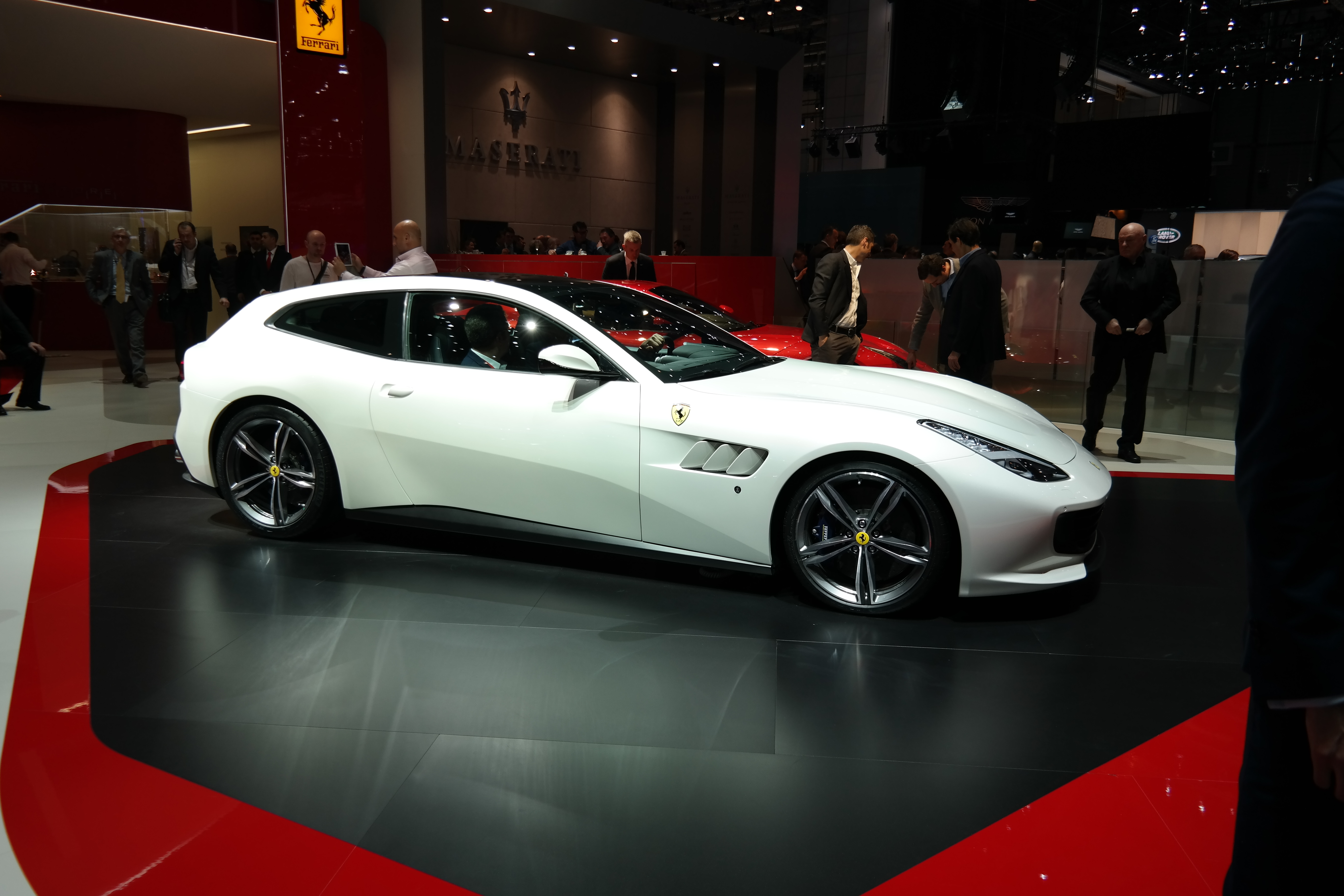
Ferrari GTC4 Lusso au salon de Genève 2016.

À sa sortie, la GTC4Lusso est dotée, comme la Ferrari FF à laquelle elle succède, d'un moteur V12 d'une cylindrée de 6262 cm3, porté à 690 ch de puissance et 697 N m de couple, lui permettant une vitesse maximale de 334 km/h, et une accélération de 0 à 100 km/h en 3,4 secondes. Elle bénéficie d'une transmission à quatre roues motrices et directrices. 
Dès 2016, Ferrari propose une deuxième motorisation pour ce break de chasse : le V8 de 3855cm3 de la 488 GTB, mais dans une version "dégonflée" de 610 chevaux (contre 670 pour la 488GTB). Avec ce moteur, elle prend le nom de GTC4Lusso T. Grâce à son couple de 760 N m, elle passe de 0 à 100 km/h en 3,5 secondes pour une vitesse maximum supérieure à 320 km/h. Cette version à moteur V8 est une propulsion, mais elle conserve la technologie des roues arrière directrices, et sa répartition des masses s'établit désormais à 46/54. Enfin, elle n'émet « plus que » 250 g CO2/km pour une consommation de 11,6 L/100 km.
En septembre 2020, Ferrari stoppe la commercialisation de la GTC4Lusso.

## Caractéristiques techniques
|                              | V12 6.3                                   | V8 3.9                                    |
| ---------------------------- | ----------------------------------------- | ----------------------------------------- |
| Moteur                       | V12                                       | V8                                        |
| Alimentation                 | Atmosphérique                             | Bi-turbo                                  |
| Cylindrée (cm3)              | 6 262                                     | 3 855                                     |
| Puissance maxi ch (kW)       | 690 (507)                                 | 610 (448)                                 |
| au régime de (tr/min)        | 8 000                                     | 7 500                                     |
| Couple maxi (N m)            | 697                                       | 760                                       |
| au régime de (tr/min)        | 5 750                                     |                                           |
| Boîte de vitesses            | Automatique 7 rapports à double embrayage | Automatique 7 rapports à double embrayage |
| Transmission                 | Intégrale                                 | Propulsion                                |
| Vitesse maxi (km/h)          | 335                                       | 320                                       |
| 0-100 km/h (s)               | 3,4                                       | 3,5                                       |
| Consommation (en L/100 km)   | 15,3                                      | 11,6                                      |
| Émissions de CO2 (en g/km)   | 350                                       | 265                                       |
| Capacité du réservoir (en L) | 91                                        | 91                                        |
| Masse à vide (kg)            | 1 790                                     | 1 740                                     |
| Norme environnementale       | Euro 6                                    | Euro 6                                    |

## Dérivé
En novembre 2021, le département spécial « One-Off » de la marque produit la Ferrari BR20, un exemplaire unique basé sur la Ferrari GTC4Lusso pour un client privilégié.